# عرض جغرافیایی
عرض جغرافیایی (به انگلیسی: Latitude) با نماد (φ (فی)، در دستگاه مختصات جغرافیایی، اشاره به موقعیت شمالی-جنوبی یک نقطهٔ جغرافیایی بر روی کرهٔ زمین است که در نقشه‌نگاری، نقشه‌برداری و جهت‌یابی از آن استفاده می‌شود. این دستگاه، مختصات مکانی را بر اساس فاصله‌اش از خط استوا یا همان مدار (جغرافیا) صفر درجه می‌سنجد. عدد عرض جغرافیایی، زاویه‌ای است میان صفر (بر روی خط استوا) تا ۹۰ درجه در قطب‌ها. (مثبت یا منفی بودن این درجه معمولاً و نه همیشه) برپایهٔ قرارداد، اعداد مثبت نشان‌گر شمالی بودن نقطهٔ مورد نظر است.
زمین یک کره کامل نیست (و گویا در قطب‌ها کمی «تخت» شده‌است) مسافت فیزیکی هر درجه عرض جغرافیایی در همه جا یکی نیست. در استوا این مسافت ۱۱۱٫۳۱۹۵ کیلومتر و در نزدیک قطب‌ها ۱۱۱٫۱۲ کیلومتر است.
مانند طول جغرافیایی، هر درجه عرض جغرافیایی به ۶۰ دقیقه و هر دقیقه نیز به ۶۰ ثانیه بخش می‌شود. البته روش‌های دیگری نیز برای نشان‌دادن این عدد استفاده می‌شود.
مناطق مختلف زمین آفتاب را به‌طور یکسان دریافت نمی‌کنند و این یکی از عوامل اصلی پدید آمدن آب‌وهواهای گوناگون در عرض‌های جغرافیایی مختلف است.
عبارت تصحیح عرض جغرافیایی در دو معنی به‌کار می‌رود: ۱ - تصحیح داده‌های گرانی با عرض جغرافیایی. ۲ - تصحیح شمالی‌ـ جنوبی که بر شدت میدان مغناطیسی اندازه‌گیری‌شده اِعمال می‌شود تا میدان نرمال زمین حذف شود.

## عرض نجومی
زاویهٔ میان امتداد قائم و صفحهٔ استوای آسمان را عرض نجومی می‌گویند.